# Nelson David Cabrera
Nelson David Cabrera Báez (Capiatá, 22 aprile 1983) è un calciatore paraguaiano naturalizzato boliviano, difensore del Bolívar e della Nazionale boliviana.

## Carriera

### Nazionale
Con la maglia della nazionale boliviana viene convocato per la Copa América Centenario negli Stati Uniti.

## Palmarès
- Campionato rumeno: 1

CFR Cluj: 2011-2012